# WCT Finals 1971
Il WCT Finals 1971 è stato un torneo di tennis giocato sul sintetico indoor. È stata la 1ª edizione del torneo, che fa parte del World Championship Tennis 1971. I quarti di finale e le semifinali si giocarono a Houston e la finale al Moody Coliseum di Dallas negli Stati Uniti dal 19 al 26 novembre 1971.

## Campioni

### Singolare maschile
Ken Rosewall ha battuto in finale  Rod Laver con il punteggio di 6–4, 1–6, 7–6, 7–6